# Dimona
Dimona (hebreiska: דִּימוֹנָה) är en israelisk stad i Negevområdet, 36 km söder om Be'er Sheva och 35 km väster om Döda havet i Södra distriktet av Israel. Staden har 33 600 invånare (2007).

## Historia
Dimona är en av de "utvecklingsstäder" som skapades på 1950-talet under ledning av Israels första premiärminister David Ben-Gurion. Staden började byggas 1953 med inflyttning två år senare 1955. Befolkningen bestod främst av invandrare från Nordafrika som också hjälpte till med att bygga upp stadens hus och byggnader. Stadens namn kommer från en biblisk stad, som nämns i Josua 15:21-22.

## Kärnvapen
När Israels kärnvapenprogram inleddes några år senare, valde regeringen en plats inte långt från staden för ett kärnvapenforskningscenter på grund av stadens isolering i öknen samt dess tillgång av bostäder.

## Ekonomi
I början av 1980-talet dominerades Dimonas industri av textilfabriker, men många fabriker har sedan dess avvecklats. Idag har staden stor export av kiseldioxid och kalciumkarbonat för användning som fyllnadsmedel.

## Kända personer från staden
- Fotbollsspelaren Yossi Benayoun, är född i Dimona.[2]